# Quinta República Francesa
Quinta República Francesa (em francês, Cinquième République ou Ve République), aprovada pelo referendo a 22 de setembro de 1958, é a quinta e actual constituição republicana da França, em vigor desde 4 de Outubro de 1958. Esta constituição sucedeu à Quarta República, instaurada em 1946, substituindo assim o governo parlamentarista por um sistema semipresidencialista, apoiada por Charles de Gaulle que foi o primeiro presidente da quinta república francesa de 1958 a 1969. Sua política é conhecida como Gaullismo, tendo muita influência na vida política francesa actual.

## História da origem da Quinta República
Antes de ser nomeado presidente do conselho, em 1 de Junho de 1958, o general de Gaulle encarregou um grupo conduzido por Michel Debré (futuro primeiro-ministro) para preparar um projecto de constituição, aprovado pelo referendum (80% a favor) em 28 de Setembro de 1958, tornando-se a constituição de 4 de Outubro de 1958, designada por Constituição da Quinta República.
A Quinta República atribui maior poder ao presidente da república que a Quarta República. 
Até 2000, a duração do mandato presidencial era de sete anos. Por referendo, o presidente passou a ter um mandato de cinco anos.
O texto votado em 1958 introduziu uma novidade no modo de eleição do presidente da república antes de ser eleito pela reunião da assembleia nacional e do senado. Seguido da eleição laboriosa de 1954, que não tinha sido utilizada por menos de 13 voltas de escrutines pelos quais os senadores e deputados acordaram sobre a candidatura de René Coty que ficou na memória. A constituição confiou-lhe de eleger o presidente da república num ambiente de 80 000 grandes eleitores (deputados, senadores, conselheiros gerais, presidentes de Câmaras municipais, e delegados dos conselhos municipais). Este sistema foi só utilizado uma vez em 21 de Dezembro de 1958.
Um referendum foi organizado em 1962 pelo presidente de Gaulle para modificar de novo o modo de eleição do presidente da república. Ele introduziu o princípio da sua eleição do sufrágio universal direto. O primeiro escrutine deste tipo foi organizado a 1965.
Esta eleição do presidente da República ao sufrágio universal directo, em conjunto com o aparecimento do feito maioritário vai profundamente modificar o funcionamento das instituições: veremos aparecer as noções do presidencialismo do poder e da coabitação. Em Maio de 1968, o regime foi paralisado durante várias semanas por um elefante de uma insurreição sem precedentes. Pela primeira vez no século, uma greve geral paralisa o país inteiro. O movimento de Maio de 1968 é atravessado pela influência de diversas correntes de extrema-esquerda (maoismo, trotskismo, anarquismo, comunismo de conselhos etc.) que marcaram toda a década de 1970. Ele se inscreve também dentro de um quadro de um movimento revolucionário internacional que acontece nesta época em todos os países ocidentais.
Desde de 1984, a passagem política foi marcada por um montante da frente nacional da direita, recolhendo assim 16,8% de vozes da primeira volta da eleição presidencial de 2002. No mesmo momento o eleitoral do partido comunista cai em roda de 5% de vozes, ultrapassado pelos pequenos partidos trotskistas (luta operária, a LCR, o partido dos trabalhadores) que são previstos a recolher um conjunto de 10% de vozes em 2002.
Desde de 1995 a França foi marcada também por um regime de movimentos sociais. Em Janeiro de 1987, a rede de SNCF foi também paralisada durante um mês por uma greve dos ferroviários que foi totalmente dissoluta pelos sindicatos. Outras categorias foram mobilizadas desde de 1981: os siderúrgicos (1982-1984), os operários de automóvel (1983), dos estudantes liceal (1990, 1994,1995, 1999, 2005, 2006), os estudantes (1983, 1986, 1994, 1995, 2006), os funcionários de (1995), os desempregados (1997-1998), os sem abrigo (desde de 1996, os professores (1995, 2003).
1. ↑  Lessa, Antônio Carlos (2008). «A Quinta República em 2008 : o que se comemora no marco da Constituição Francesa de 1958». Consultado em 23 de julho de 2025
2. ↑  «8 de janeiro de 1959 – DW – 08/01/2017». dw.com. Consultado em 23 de julho de 2025
3. ↑  Silva, Daniel Afonso da (24 de março de 2025). «O passado, a intermitência e o futuro de uma ilusão». Estudos Avançados: e39113235. ISSN 0103-4014. doi:10.1590/s0103-4014.202539113.013. Consultado em 23 de julho de 2025